# 파이널 판타지 VII 리버스
파이널 판타지 VII 리버스(Final Fantasy VII Rebirth)는 스퀘어 에닉스에서 개발하고 배급한 2024년 액션 롤플레잉 게임이다. 이 게임은 파이널 판타지 VII 리메이크 (2020)의 속편이자, 1997년 플레이스테이션 게임 파이널 판타지 VII를 리메이크하는 3부작 게임 중 두 번째 작품이다.
전작과 마찬가지로, 리버스의 게임플레이는 실시간 액션과 전략 및 롤플레잉 요소를 결합한다. 리메이크의 사건 직후를 배경으로, 플레이어는 용병 클라우드 스트라이프와 주로 환경 테러리스트 그룹 아발란치로 구성된 캐릭터 파티를 조작하며, 플래닛을 가로지르는 여정을 시작한다. 이는 거대 기업 신라가 생명 에너지인 마황을 에너지원으로 착취하는 것을 막고, 플래닛과 합쳐져 더 큰 힘을 얻으려는 전 엘리트 SOLDIER 세피로스를 물리치기 위함이다.
리버스는 리메이크 출시 전인 2019년 11월에 제작에 들어갔으며, 2022년 6월에 발표되었다. 전작의 주요 제작진은 모두 같은 직책으로 돌아왔지만, 노무라 테츠야는 디렉터 대신 크리에이티브 디렉터를, 하마구치 나오키는 공동 디렉터 대신 디렉터를 맡았다.
리버스는 2024년 2월 29일에 플레이스테이션 5용으로, 2025년 1월 23일에 마이크로소프트 윈도우용으로 출시되었다. 출시 후 이 게임은 비평가들로부터 찬사를 받았으며, 올해의 게임을 포함하여 여러 연말 시상식에 후보로 오르고 수상했다.

## 게임플레이
파이널 판타지 VII 리버스(Final Fantasy VII Rebirth)는 1997년 플레이스테이션 게임인 파이널 판타지 VII를 리메이크한 3부작 게임 중 두 번째 작품이다. 이 게임은 파이널 판타지 VII 리메이크 (2020)의 사건 이후, 일행이 대도시 미드가르를 탈출한 시점에서 시작된다.
플레이어는 주로 신라 컴퍼니에 맞서 싸우기 위해 환경 테러리스트 그룹 아발란치에 합류한 전 신라 병사 클라우드 스트라이프를 조작한다. 신라는 플래닛의 생명 에너지를 고갈시키고 있었으며, 클라우드는 죽었다고 여겨졌던 전설적인 SOLDIER 세피로스와의 갈등에 휘말린다. 리메이크와 마찬가지로, 리버스는 원작의 요소를 재해석하면서 캐릭터 개발과 전반적인 서사 구조를 확장한다.
이 게임은 실시간 탐험 및 전투를 특징으로 하며, 리메이크의 미드가르의 선형적인 진행과 비교하여 더 개방적인 오버월드를 제공한다. 메인 스토리 퀘스트와 사이드 퀘스트를 강조하는 목표 마커가 헤드업 디스플레이에 표시되며, 오버월드에서 파티와의 거리가 함께 나타난다. 도보 외에도 파티는 초코보를 타고 더 빠르게 이동할 수 있다. 리버스는 리메이크에서 도입된 액션 중심의 근접 전투와 액티브 타임 배틀 (ATB) 시스템의 하이브리드를 확장한다. 이 시스템에서는 플레이어가 게임 플레이 중 자유롭게 전환할 수 있는 캐릭터 파티를 조작한다. 전투 중 캐릭터는 물리 공격과 마법을 모두 사용하며, 게임 플레이가 중단된 동안 메뉴에서 아이템을 소비하여 공격, 방어 및 소생 목적으로 사용할 수 있다. 파이널 판타지 VII 리메이크 인터그레이드 (2021)의 다운로드 가능 콘텐츠 (DLC) "인터미션 에피소드" 캠페인에서 처음 도입된 "시너지" 메커니즘이 다시 등장하여 파티원들이 공격을 동기화할 수 있도록 한다.

## 줄거리

### 배경 및 등장인물
파이널 판타지 VII 리버스는 파이널 판타지 VII 리메이크 (2020)에서 처음 소개된 전반적인 서사를 이어가며, 원작 파이널 판타지 VII (1997)의 줄거리, 세계, 등장인물을 재해석한다. 이 게임은 "플래닛"을 배경으로 하며, 라이프스트림을 무기화하여 거대 도시 미드가르를 지배하는 신라 컴퍼니의 폭정을 종식시키고, 죽었다고 여겨졌던 신라의 엘리트 SOLDIER 부대의 전설적인 베테랑인 세피로스 (타일러 헤클린 / 모리카와 토시유키)를 물리치기 위한 주요 등장인물들의 여정을 중심으로 한다. 세피로스는 메테오를 소환하여 플래닛에 상처를 입힌 다음 라이프스트림과 합쳐져 신성을 얻으려 한다. 리버스는 미드가르를 떠나는 사건부터 잊혀진 수도까지의 사건을 다루지만, 장소 탐험 순서는 원작과 달라진다. 예를 들어, 우타이 방문은 세 번째 작품으로 미뤄진다.
주인공이자 파티의 리더는 클라우드 스트라이프 (코디 크리스천 / 사쿠라이 타카히로)로, 전 SOLDIER 1st 클래스였던 그는 이제 플래닛과 그 자원의 착취에 반대하는 환경 테러리스트 그룹 아발란치를 돕는 용병으로 일한다. 그와 함께하는 두 명의 멤버는 아발란치의 대담하지만 공감 능력이 뛰어난 리더 바레트 월리스 (존 에릭 벤트리 / 후나키 마사토)와 클라우드의 자애롭지만 수줍음 많은 소꿉친구이자 미드가르 7번가 천국에서 바텐더로 일하며 무술을 연마하는 티파 록하트 (브릿 바론 / 이토 아유미)이다. 그들은 미드가르 5번 슬럼에 살았던 꽃 상인이자 고대 종족 세트라의 유일한 생존자인 에어리스 게인즈버러 (브리아나 화이트 / 사카모토 마아야), 신라에게 실험용 쥐로 붙잡혔던 코스모 캐년 출신의 지능적인 네 발 동물 레드 XIII (맥스 미틀먼 / 야마구치 캇페이), 그리고 본부에서 "궁극의 마테리아"를 추출하려다 파트너 소논 쿠사카베를 잃은 후 신라의 몰락을 실현하기 위해 팀에 합류하기로 결심한 우타이 출신의 숙련된 마테리아 도둑이자 닌자 유피 키사라기 (수지 영 / 카카즈 유미)와 함께한다.
조연 캐릭터들은 스토리 전반에 걸쳐 중요한 역할을 한다. 여기에는 에어리스의 전 남자친구이자 버스터 소드의 전 주인이었던 잭 페어 (칼렙 피어스 / 스즈무라 켄이치), 신라가 제노바의 세포를 이용해 실험한 후 클라우드와 함께 탈출했다. 신라 도시 개발부장 리브 투에스티 (존 루트 / 긴가 반조)가 원격 조종하는 로봇 고양이 캣 시스 (폴 틴토 / 이시카와 히데오): 호조 교수 (제임스 시 / 치바 시게루)가 실험했던 전 터크스 멤버 빈센트 발렌타인 (매슈 머서 / 스즈키 쇼고): 그리고 로켓 마을 출신의 노련한 조종사이자 전 신라 로켓 과학자로 우주 비행 달성에 헌신하는 시드 하이윈드 (제이 마이클 테이텀 / 야마지 카즈히로) 등이 포함된다.
다른 등장인물로는 코스모 캐니언의 장로인 부겐하겐 (프랭크 토다로 / 타다노 요헤이), 원작 게임과는 달리 미드가르 7번가 판의 붕괴에서 살아남아 친구들의 죽음에 대한 신라에 대한 복수를 꾀하는 아발란치 멤버 빅스 (기디언 에머리 / 사카구치 슈헤이)가 있다. 바레트의 코렐 산 동네 친구이자 그의 입양딸 말린의 생부인 다인 (데이브 B. 미첼 / 츠다 켄지로) 그리고 클라우드와 그의 동료들을 체포하려는 새로운 터크스 신입 엘레나 (파이퍼 리스 / 토요구치 메구미) 등이 있다.

### 줄거리 요약
전작의 사건 이후, 잭 페어는 혼수상태의 클라우드와 함께 미드가르에 도착하며, 그가 플래닛의 마황이 완전히 고갈되어 세계 멸망이 임박한 시간대에 살고 있음이 밝혀진다. 신라는 바레트와 티파를 붙잡았고, 레드 XIII는 혼수상태의 에어리스를 풀어주기 위해 자신을 희생했다. 잭은 클라우드와 에어리스를 에어리스의 어머니 엘미라의 집으로 데려가 숨기고, 아발란치의 마지막 생존자 빅스를 찾아낸다. 빅스는 위스퍼의 개입으로 잭의 시간대로 이동된 원래 시간대 출신으로 밝혀진다. 신라 병사들이 빅스를 죽이고 말린이 세피로스가 에어리스를 죽일 것이라는 불길한 예언을 한 후, 잭은 클라우드를 구할지 에어리스를 구할지 갈등하게 된다.
다시 원래 시간대로 돌아와, 클라우드와 그의 친구들은 칼름에서 휴식을 취하며 클라우드는 그들에게 세피로스와의 과거에 대해 이야기한다. 5년 전, 클라우드와 세피로스는 클라우드와 티파의 고향인 니벨헤임에 배치되어 마황로를 조사했다. 그곳에서 세피로스는 자신이 제노바의 세포로 만들어진 인공 존재임을 발견하고 미쳐 니벨헤임에 불을 지르고 클라우드의 어머니와 티파의 아버지를 포함한 많은 주민을 살해했다. 클라우드는 제노바의 시체가 보관된 원자로로 세피로스를 추격했지만, 그 이후의 일은 기억하지 못한다. 나중에 티파는 에어리스에게 5년 전의 사건은 실제로 일어났지만, 클라우드가 그곳에 있었다는 기억은 없다고 털어놓는다.
다음 날, 신라군이 일행을 찾아 칼름을 급습하고, 그들은 도망칠 수밖에 없었다. 그들은 클라우드가 세피로스의 위치로 모이는 것으로 믿는 신비한 "검은 로브"를 입은 전 신라 실험 대상들을 뒤쫓기로 결정한다. 일행은 신라가 점령한 항구 도시 주논, 휴양 도시 코스타 델 솔, 바레트의 고향 코렐, 골드 소서 유원지, 잭의 고향 공가가, 레드 XIII의 고향 코스모 캐년 등 다양한 장소를 지나며 그들의 흔적을 쫓아간다. 코스모 캐년에서는 레드 XIII의 본명이 나나키임을 알게 되고, 재건된 니벨헤임에도 들른다. 그들은 또한 우타이의 닌자 유피 키사라기, 원격 조종되는 점성술 로봇 고양이 캣 시스, 프리랜서 조종사 시드 하이윈드, 그리고 전 터크스 초병 빈센트 발렌타인을 새로운 멤버로 영입한다.
여행 도중, 일행은 플래닛이 자신을 보호하기 위해 수호자들인 웨폰을 나타냈으며, 운명의 심판자가 부재함에 따라 위스퍼들 사이에 분열이 생겨 한쪽은 세피로스를 돕고 다른 쪽은 플래닛을 보호하려 한다는 것을 알게 된다. 루퍼스는 신라의 새로운 총재로 취임하고, 아버지보다 우월함을 증명하기 위해 약속의 땅을 계속 찾아 나서며, 신라와 우타이 간의 외교 관계는 악화되어 전쟁 위협에 처한다. 결국, 일행은 세피로스의 궁극적인 계획이 블랙 마테리아를 사용하여 메테오를 소환하여 플래닛을 파괴하는 것임을 알게 된다. 일행은 신라와 경쟁하며 신비한 요새(신라에게는 "고대인의 신전"으로 알려짐)에 도착하여 블랙 마테리아를 얻지만, 세피로스가 클라우드를 정신 조종하여 이를 넘겨받는다. 세피로스는 클라우드와 에어리스에게 운명의 심판자가 파괴된 후 수많은 대체 세계가 생성되었으며, 이를 강제로 하나의 세계로 융합하여 자신이 지배하려는 낙원을 만들 "리유니온"을 수행할 수 있다고 말한다. 에어리스를 죽이도록 강요받을 뻔했지만, 클라우드는 세피로스의 통제에 저항하여 그와 에어리스를 아래쪽 숲으로 추락시킨다.
나중에 깨어난 클라우드는 에어리스가 사라진 것을 발견하고, 이상하게도 명랑한 에어리스와 함께 있는 미드가르의 한 버전으로 돌아온다. 위스퍼들이 에어리스의 선조의 화이트 마테리아(블랙 마테리아에 대항할 수 있는)를 고갈시킨 것으로 밝혀지자, 다른 시간대의 에어리스는 클라우드를 자신의 세계로 소환하여 그에 대한 자신의 감정을 고백하고 대체품으로 자신의 화이트 마테리아를 준다. 나머지 파티원들과 재회한 그들은 에어리스의 흔적을 따라 고대 세트라 도시에 도착한다. 그곳에서 위스퍼 무리가 에어리스가 들어간 사원으로 들어가는 것을 막지만, 그룹은 세피로스가 미드가르에서 멀리 떨어진 고속도로에서 했던 것처럼 공간에 틈을 열 수 있다. 그룹 전체가 틈을 통과할 수 없고, 틈을 통과하는 것이 처음 그랬듯이 운명을 바꿀 수 있음을 깨닫고, 나머지 그룹은 클라우드에게 그들이 틈을 열고 있는 동안 통과하라고 촉구하며 그를 따라잡을 것이라고 약속한다. 틈을 통과하고 탐색한 후, 클라우드는 에어리스가 세피로스의 계획을 저지하기 위해 세트라 의식을 수행하려 하는 것을 발견하고, 위스퍼들에게 공격당할 뻔하지만 그들의 시도에 저항한다. 바로 그때 세피로스가 하늘에서 내려와 에어리스를 직접 죽이려 한다. 클라우드가 그의 검을 막고 무장해제시켜 자신의 현실의 에어리스를 구하지만, 그것은 나머지 그룹이 따라잡고 화이트 마테리아가 물에 떨어지면서 세피로스가 에어리스를 죽이는 데 성공하는 현실로 왜곡된다. 파티가 제노바와 싸우는 동안, 클라우드는 다른 이들과 분리되어 그의 현실은 다른 시간대의 잭과 합쳐진다.
세피로스는 잭을 그의 시간대로 다시 추방하지만, 그의 현실에서 온 에어리스가 클라우드를 돕기 위해 도착한다. 세피로스는 패배하고 물러나며, 잭은 자신과 클라우드가 다시 만날 것이라고 확신한다. 한편, 루퍼스는 세피로스가 최근 신라와 우타이 사이의 긴장을 조장하여 더 많은 검은 로브들이 니벨헤임에 모이는 동안 자신을 방해했음을 깨닫는다. 파티는 그들의 현실에서 에어리스의 죽음으로 낙담하지만, 클라우드는 여전히 에어리스와 상호 작용할 수 있으며 (레드 XIII는 잠시 그녀를 감지하지만) 자신이 그녀를 인식할 수 있는 유일한 사람이라는 것을 깨닫지 못하는 것처럼 보인다. 파티가 북쪽으로 세피로스를 더 추격할 준비를 하는 동안, 클라우드는 자신이 어떻게든 블랙 마테리아를 여전히 가지고 있음을 발견하고, 이를 버스터 소드에 융합시킨다. 그리고 에어리스와 헤어지며, 에어리스는 메테오를 막을 방법을 찾기 위해 남아 있을 것이라고 말한다.

## 개발
파이널 판타지 VII 리메이크 (2020) 홍보 기간 동안 스퀘어 에닉스는 원작의 전체 스토리를 다루지 않고, "각각 고유한 경험을 제공하는 여러 부분으로 구성된 시리즈"의 독립형 첫 번째 게임 역할을 할 것이라고 확인했다. 게임 디렉터 노무라 테츠야는 "현재 기술로 파이널 판타지 VII를 처음부터 재건하는 데 엄청난 노력이 필요하다"는 점을 리메이크가 한동안 불가능했던 이유로 들었다. 그는 단일 작품으로 모든 콘텐츠를 완벽하게 리메이크하려면 목표 하드웨어와 게임 플레이 디자인에 맞게 다양한 요소를 잘라내야 하며, 그 시점에서는 리메이크가 무의미하게 간주될 것이라고 설명했다. 그는 또한 하나의 게임을 위해 원작 게임의 미드가르 묘사를 확장하고 싶다고 표현했으며, 플레이어들이 이전에는 접근할 수 없었던 다양한 지역을 새로운 세대 하드웨어의 향상된 성능으로 더 높은 디테일로 탐험하기를 원했다. 노무라는 원작 게임 스토리에 대한 향수를 이해했지만, 리메이크를 "원작 팬들을 흥분시킬" 재해석으로 구상했다.
프로듀서 기타세 요시노리는 리메이크의 "다중 부분" 구조를 파이널 판타지 XIII (2009)가 파이널 판타지 XIII-2 (2011)와 라이트닝 리턴즈 파이널 판타지 XIII (2013)로 이어진 것에 비유했다. 그는 리메이크의 구조가 XIII의 구조와는 다를 것이라고 언급했는데, XIII 3부작 전체에 걸쳐 여러 관점에 초점을 맞추는 것과는 달리, 기존의 서사를 중심으로 하는 리메이크의 특성상 중앙 주인공인 클라우드 스트라이프에 집중하기 때문이라고 했다. 그는 또한 리메이크 시리즈의 각 게임이 파이널 판타지 XIII 게임 중 하나와 비슷한 길이를 가질 것으로 예상했다. 기타세는 이후 파이널 판타지 VII 리메이크 프로젝트가 리메이크, 그 속편, 그리고 세 번째 마지막 작품으로 구성된 3부작으로 이루어질 것이라고 밝혔다. 개발팀은 처음에는 리메이크를 세 게임이 아닌 두 게임으로 만들 생각이었는데, 방향에 대한 불확실성을 리메이크가 몇 부작이 될지에 대한 명확한 답변이 없었던 주요 이유로 꼽았다. 기타세는 프로젝트의 전반적인 범위에 대한 이해 부족으로 인해 개발 일정을 결정하는 데 어려움이 있었기 때문이라고 설명했다. 리메이크의 후속작은 플레이스테이션 4 출시 이전인 2019년 11월에 본격적인 개발에 들어갔다. 노무라에 따르면, 이 게임은 초보자를 염두에 두고 설계되었다.
노무라는 2020년 7월에 전작보다 더 높은 품질의 게임을 만들면서도 "가능한 한 빨리" 출시하는 것이 목표라고 밝혔다. 리메이크의 2021년 개선된 포트인 파이널 판타지 VII 리메이크 인터그레이드에서 이루어진 기술적 개선에 관해서는, 노무라는 "세상의 현실감과 몰입감을 더욱 높이기 위해" 안개와 같은 환경 효과가 포트에 추가되었지만, 팬들에게 PS5의 하드웨어와 기능을 게임 플레이와 그래픽 모두에서 제대로 활용할 수 있는 미래 작품을 기다릴 것을 권했다. 게임 디렉터 하마구치 나오키는 유피 키사라기와 소논 쿠사카베가 수행하는 팀업 공격과 같이 다운로드 가능 콘텐츠 (DLC) 에피소드 INTERmission에서 도입된 새로운 게임 플레이 및 전투 메커니즘을 다음 게임에서 활용하고 싶다는 의사를 따로 밝혔는데, 이는 그가 "전투 전략에서 다른 느낌"을 주었다고 느꼈기 때문이다.
리버스는 크라이시스 코어: 파이널 판타지 VII 리유니온과 함께 공개되었는데, 이는 언리얼 엔진 4를 사용하여 현대 플랫폼에 맞게 게임 플레이와 프레젠테이션의 품질 개선을 구현하여 리메이크와 일치하도록 한 크라이시스 코어의 리마스터이다. 여기에는 파이널 판타지 VII 컴필레이션의 다른 미디어에 등장하는 원본 성우를 대체하는 리메이크의 영어 성우진이 포함된다. 리유니온은 파이널 판타지 VII 리메이크 프로젝트의 일부였으며, 주요 3부작의 프리퀄 역할을 했고, 리마스터는 리버스에서 더 중요한 역할을 할 잭 페어의 스토리를 플레이어에게 익숙하게 만들기 위해 설계되었다. 수석 전투 프로그래머 코야마 사토루는 리버스와 그 속편의 전투 시스템에 향상된 파티 AI를 통합할 가능성에 대해 언급하며, 물리 공격 기술과 마법 시전 간의 멀티태스킹 가능성에 대해 언급했고, 파이널 판타지 XII (2006)에서 비제어 파티 멤버를 위해 사용된 '갬빗' 시스템을 뛰어넘고 싶다는 의사를 밝혔다.

## 마케팅 및 출시
파이널 판타지 VII 리버스는 2022년 6월 파이널 판타지 VII 25주년 기념 라이브 스트림에서 스퀘어 에닉스에 의해 크라이시스 코어: 파이널 판타지 VII 리유니온과 파이널 판타지 VII 리메이크 인터그레이드의 스팀 버전과 함께 파이널 판타지 VII 리메이크 프로젝트의 세 번째 작품으로 발표되었다.
2023년 6월, 게임의 공식 소셜 미디어 계정은 개발자 메시지를 게시하기 시작했다. 게임 디렉터 하마구치 나오키는 리버스가 리메이크의 미드가르에서 보여준 보다 구조적이고 선형적인 진행과 비교하여 여러 스토리 경로를 가진 "넓고 다면적인 세계와 높은 자유도"를 특징으로 할 것이라고 약속했다. 6월 9일 제프 킬리가 주최한 섬머 게임 페스트 라이브 쇼에서 게임 플레이 트레일러가 공개되어 게임의 탐험 및 전투 메커니즘을 공개하고 다양한 스토리 요소를 예고했으며, 게임에 등장할 캐릭터를 자세히 설명했다. 9월에 개최된 플레이스테이션 스테이트 오브 플레이 프레젠테이션에서 또 다른 트레일러가 공개되어 2024년 2월 29일 출시일이 밝혀졌다. 더 게임 어워즈 2023에서는 로렌 알레드가 부른 노래 "No Promises to Keep"와 빈센트 발렌타인 및 시드 하이윈드를 포함한 새로운 게임 플레이 영상이 공개되었다. 더 게임 어워즈에서는 에이펙스 레전드와의 협업도 공개되었다.
리버스는 2024년 2월 29일에 플레이스테이션 5용으로 출시되었으며, 최소 3개월 동안 콘솔 독점이었다. 스탠다드 에디션 외에도 참여 소매점에서 물리 디럭스 에디션을 구매할 수 있었으며, 컬렉터스 에디션은 스퀘어 에닉스 스토어에서 한정 수량으로 배포되었다. 두 에디션 모두 게임 디스크용 특수 스틸북 케이스, 미니 사운드트랙 CD 및 아트북을 포함한다. 컬렉터스 에디션은 세피로스의 소장용 동상과 추가 게임 내 아이템용 다운로드 가능 콘텐츠 (DLC) 키와 함께 위에서 언급된 콘텐츠를 포함한다. 이 게임은 윤년에 출시된 최초의 주요 비디오 게임 중 하나였다.
2024년 12월 12일, 더 게임 어워즈 2024 기간 동안 스퀘어 에닉스는 이 게임의 윈도우 버전이 2025년 1월 23일에 출시될 것이라고 발표했다.

### 다운로드 가능 콘텐츠
파이널 판타지 VII 리버스 컬렉터스 에디션에는 게임 초반에 파티에 장착할 수 있는 다운로드 가능 콘텐츠 (DLC) 아이템의 접근 키가 포함되어 있다. 여기에는 전투에서 사용할 수 있는 모그리 트리오 및 매직 팟 소환을 해제하는 소환 마테리아 DLC 팩과 리클레이먼트 초커 및 오키드 브레이슬릿 갑옷 세트와 같은 캐릭터용 다양한 액세서리 및 장비가 포함된다. 추가 소환 마테리아는 리버스를 시작할 때 플레이스테이션 4의 파이널 판타지 VII 리메이크 또는 PS5의 파이널 판타지 VII 리메이크 인터그레이드에서 저장 데이터를 가진 플레이어에게 조기 해제로 제공된다. 앞서 언급된 게임의 저장 데이터를 가진 플레이어는 게임 시작부터 리바이어던 소환 마테리아를 해제할 수 있으며, 인터그레이드의 "에피소드 INTERmission" 스토리 DLC 저장 데이터를 가진 PS5 플레이어는 라무 소환 마테리아도 이용할 수 있다.

### PC 에디션
2024년 12월 13일 더 게임 어워드에서 스퀘어 에닉스는 파이널 판타지 VII 리버스를 2025년 1월 23일에 스팀 및 에픽게임즈 스토어를 통해 윈도우 PC로 출시할 것이라고 발표했다. PC 버전은 다양한 그래픽 설정이 가능하여 플레이어가 각자의 기계에서 최상의 품질을 얻을 수 있다. 세 가지 기본 그래픽 사전 설정과 설정을 사용자 지정할 수 있는 기능이 제공된다. 이러한 사전 설정은 PC 플레이어가 다양한 설정에서 최적화된 품질로 게임을 경험할 수 있도록 최적화되었다. PC 플레이어는 개별 설정을 조정하여 PC에 맞출 수도 있다.
PC에 따라 PC 플레이어는 최대 120FPS의 프레임 속도와 개선된 조명, 향상된 환경 디테일, 더 자세한 텍스처를 포함한 다양한 시각적 개선 기능을 사용하여 게임을 플레이할 수 있으며, NVIDIA DLSS를 통해 향상된 프레임 속도와 이미지 품질을 경험할 수도 있다. VRR도 지원된다. 컨트롤의 경우, 듀얼센스 컨트롤러를 PC에 연결하면 PS5 버전과 동일한 컨트롤을 사용할 수 있다. 키보드 및 마우스 지원도 추가되었으며, 월드 탐험과 전투 또는 미니 게임 간에 컨트롤을 자유롭게 사용자 지정할 수 있는 옵션도 제공된다.

## 평가

### 평론가 반응
파이널 판타지 VII 리버스는 리뷰 애그리게이터 웹사이트인 메타크리틱에 따르면 평론가들로부터 "전반적인 찬사"를 받았다. 오픈크리틱은 평론가 리뷰의 97%가 이 게임을 추천했다고 보고했다.
파이널 판타지 VII 리버스는 파이널 판타지 VII 리메이크의 성공을 기반으로 한 액션 RPG이다. 평론가들은 이 게임의 광활한 오픈 월드, 향상된 전투 메커니즘, 그리고 원작의 주요 순간들을 향수를 불러일으키는 재현을 칭찬했다. 스토리는 계속해서 플레이어들을 감정적으로 끌어들이지만, 일부 평론가들은 페이싱 문제와 불필요한 콘텐츠를 포함하는 경향을 지적했다. 게임의 엄청난 규모는 많은 사람들에게 깊은 인상을 주었지만, 소수는 오픈 월드 디자인이 때때로 메인 서사의 초점을 흐트러뜨린다고 언급했다.— 오픈크리틱에 대한 평론가들의 전반적인 의견

### 판매
이 게임은 첫 주에 일본에서 26만 개 이상 판매되며 신규 출시작 중 가장 많이 팔렸다. 파이널 판타지 VII 리버스는 3월 일본 소매점에서 가장 많이 팔린 게임으로, 31만 개 이상 판매되어 박스 게임 차트 상위 5위를 차지했다. 또한 일본에서 가장 많이 다운로드된 플레이스테이션 게임이자 북미에서 14번째로 많이 다운로드된 게임이었다. 이 게임은 2023년 10월부터 2024년 9월까지 전 세계적으로 가장 높은 판매량을 기록한 일본 및 아시아 지역에서 개발된 상위 3개 타이틀에 수여되는 플레이스테이션 파트너스 어워드에서 대상(Grand Award)을 수상했다. 플레이어 데이터에 따르면 리버스는 2월 29일 PS5 독점으로 출시된 이후 최소 2백만 장이 판매되었다. 스퀘어 에닉스는 공식 판매 수치를 공개하지 않았지만, 프로듀서 기타세 요시노리는 "우리는 특정 수준의 판매량에 도달하여 자신감과 만족감을 느끼고 있지만, 현대 게임에서는 단일 플랫폼 독점이 불가능하다는 것이 분명하다"고 말했다. 기타세는 "가능한 한 많은 플레이어에게 게임을 제공해야 한다고 생각한다"고 덧붙였다. PC 포트는 스팀에서 동시 접속자 수 40,564명을 기록하여 싱글 플레이 파이널 판타지 게임 중 가장 큰 PC 출시작이 되었다. 달러 판매액 기준으로, 이 게임은 첫 주에 미국에서 가장 많이 팔린 게임이었으며, 리메이크 번들은 3위를 차지했다. 파이널 판타지 VII 리버스의 1월 스팀 데뷔는 해당 타이틀의 판매량에 큰 영향을 미쳐 월간 차트에서 3위를 기록했다. 파이널 판타지 VII 리메이크 & 리버스 트윈 팩은 1월 전체 판매량에서 16위를 차지했다.

### 수상
| 연도 | 시상식                                | 부문                                                                  | 결과   | Ref.          |
| ---- | ------------------------------------- | --------------------------------------------------------------------- | ------ | ------------- |
| 2023 | 골든 조이스틱 어워즈                  | 가장 기대되는 게임                                                    | 수상   | [ 78 ]        |
| 2023 | 더 게임 어워즈 2023                   | 가장 기대되는 게임                                                    | 수상   | [ 79 ]        |
| 2024 | 일본 게임 대상 2024                   | 우수상                                                                | 수상   | [ 80 ]        |
| 2024 | 제15회 할리우드 뮤직 인 미디어 어워드 | 음악 감독 – 비디오 게임                                               | 후보   | [ 81 ]        |
| 2024 | 골든 조이스틱 어워즈                  | 올해의 궁극의 게임                                                    | 준우승 | [ 82 ] [ 83 ] |
| 2024 | 골든 조이스틱 어워즈                  | 최우수 스토리텔링                                                     | 수상   | [ 82 ] [ 83 ] |
| 2024 | 골든 조이스틱 어워즈                  | 최우수 사운드트랙                                                     | 수상   | [ 82 ] [ 83 ] |
| 2024 | 골든 조이스틱 어워즈                  | 최우수 주연 배우 (코디 크리스천)                                      | 수상   | [ 82 ] [ 83 ] |
| 2024 | 골든 조이스틱 어워즈                  | 최우수 조연 배우 (브리아나 화이트)                                    | 수상   | [ 82 ] [ 83 ] |
| 2024 | 골든 조이스틱 어워즈                  | 올해의 콘솔 게임                                                      | 후보   | [ 82 ] [ 83 ] |
| 2024 | 타이타늄 어워즈 2024                  | 올해의 게임                                                           | 후보   | [ 84 ]        |
| 2024 | 더 게임 어워즈 2024                   | 올해의 게임                                                           | 후보   | [ 85 ]        |
| 2024 | 더 게임 어워즈 2024                   | 최우수 게임 디렉션                                                    | 후보   | [ 85 ]        |
| 2024 | 더 게임 어워즈 2024                   | 최우수 내러티브                                                       | 후보   | [ 85 ]        |
| 2024 | 더 게임 어워즈 2024                   | 최우수 음악 및 사운드                                                 | 수상   | [ 85 ]        |
| 2024 | 더 게임 어워즈 2024                   | 최우수 오디오 디자인                                                  | 후보   | [ 85 ]        |
| 2024 | 더 게임 어워즈 2024                   | 최우수 퍼포먼스 (브리아나 화이트)                                     | 후보   | [ 85 ]        |
| 2024 | 더 게임 어워즈 2024                   | 최우수 롤플레잉 게임                                                  | 후보   | [ 85 ]        |
| 2025 | 뉴욕 게임 어워즈                      | 올해의 게임 빅 애플 어워드                                            | 후보   | [ 86 ] [ 87 ] |
| 2025 | 뉴욕 게임 어워즈                      | 자유의 여신상 최우수 월드 어워드                                      | 후보   | [ 86 ] [ 87 ] |
| 2025 | 뉴욕 게임 어워즈                      | 그레이트 화이트 웨이 최우수 게임 연기 어워드 (존 에릭 벤트리)         | 후보   | [ 86 ] [ 87 ] |
| 2025 | 뉴욕 게임 어워즈                      | 자유의 탑 최우수 리메이크 어워드                                      | 후보   | [ 86 ] [ 87 ] |
| 2025 | 제28회 D.I.C.E. 어워드                | 올해의 롤플레잉 게임                                                  | 후보   | [ 88 ] [ 89 ] |
| 2025 | 제28회 D.I.C.E. 어워드                | 애니메이션 부문 뛰어난 성과                                           | 후보   | [ 88 ] [ 89 ] |
| 2025 | 제28회 D.I.C.E. 어워드                | 캐릭터 부문 뛰어난 성과 (유피 키사라기)                               | 후보   | [ 88 ] [ 89 ] |
| 2025 | 패미통 전격 게임 어워드 2024          | 올해의 게임                                                           | 수상   | [ 90 ]        |
| 2025 | 패미통 전격 게임 어워드 2024          | MVC (최우수 게임 개발사/스튜디오) ("파이널 판타지 VII 리버스 개발팀") | 수상   | [ 90 ]        |
| 2025 | 패미통 전격 게임 어워드 2024          | 시나리오                                                              | 수상   | [ 90 ]        |
| 2025 | 패미통 전격 게임 어워드 2024          | 그래픽                                                                | 수상   | [ 90 ]        |
| 2025 | 패미통 전격 게임 어워드 2024          | 음악                                                                  | 후보   | [ 90 ]        |
| 2025 | 패미통 전격 게임 어워드 2024          | 성우 연기 (사카모토 마아야 as "에어리스 게인즈버러")                  | 수상   | [ 90 ]        |
| 2025 | 패미통 전격 게임 어워드 2024          | 캐릭터 ("티파 록하트")                                                | 수상   | [ 90 ]        |
| 2025 | 패미통 전격 게임 어워드 2024          | RPG                                                                   | 수상   | [ 90 ]        |
| 2025 | 제25회 게임 개발자 초이스 어워드      | 올해의 게임                                                           | 후보   | [ 91 ]        |
| 2025 | 제25회 게임 개발자 초이스 어워드      | 최우수 오디오                                                         | 후보   | [ 91 ]        |
| 2025 | 제25회 게임 개발자 초이스 어워드      | 최우수 디자인                                                         | 장려상 | [ 91 ]        |
| 2025 | 제25회 게임 개발자 초이스 어워드      | 최우수 내러티브                                                       | 장려상 | [ 91 ]        |
| 2025 | 제25회 게임 개발자 초이스 어워드      | 관객상                                                                | 수상   | [ 91 ]        |
| 2025 | NAVGTR 어워드 2025                    | 올해의 게임                                                           | 후보   | [ 92 ]        |
| 2025 | NAVGTR 어워드 2025                    | 게임, 프랜차이즈 롤플레잉                                             | 수상   | [ 92 ]        |
| 2025 | 제21회 영국 아카데미 게임상           | 예술적 성과                                                           | 후보   | [ 93 ]        |
| 2025 | 제21회 영국 아카데미 게임상           | 음향 성과                                                             | 후보   | [ 93 ]        |
| 2025 | 제21회 영국 아카데미 게임상           | 음악                                                                  | 후보   | [ 93 ]        |
| 2025 | 제21회 영국 아카데미 게임상           | 내러티브                                                              | 후보   | [ 93 ]        |
| 2025 | 제21회 영국 아카데미 게임상           | 주연 배우 (클라우드 스트라이프 역 코디 크리스천)                      | 후보   | [ 93 ]        |
| 2025 | 제21회 영국 아카데미 게임상           | 조연 배우 (바레트 월리스 역 존 에릭 벤트리)                           | 후보   | [ 93 ]        |
| 2025 | 제21회 영국 아카데미 게임상           | 기술 성과                                                             | 후보   | [ 93 ]        |
| 2025 | 제6회 페가수스 어워드                 | 최우수 외국 비디오 게임                                               | 후보   | [ 94 ]        |

## 주해
1. ↑  151개 비평가 리뷰 기준
2. ↑  48개 비평가 리뷰 기준
3. ↑  184개 비평가 리뷰 기준